# Kitagawa (Kōchi)
Kitagawa (北川村 Kitagawa-mura?) es una villa localizada en la prefectura de Kōchi, Japón. En junio de 2019 tenía una población estimada de 1.174 habitantes y una densidad de población de 5,97 personas por km². Su área total es de 196,73 km².

## Geografía

### Localidades circundantes
- Prefectura de Kōchi
  - Muroto
  - Nahari
  - Tano
  - Tōyō
  - Umaji
  - Yasuda
- Prefectura de Tokushima
  - Kaiyō

## Demografía
Según los datos del censo japonés, esta es la población de Kitagawa en los últimos años.
| 1995  | 2000  | 2005  | 2010  | 2015  |
| ----- | ----- | ----- | ----- | ----- |
| 1.650 | 1.591 | 1.478 | 1.367 | 1.294 |

## Cultura popular
La serie de anime japonesa Haikyū!! está ambientada en Kitagawa.